# Phalonidia brevifasciaria
Phalonidia brevifasciaria es una especie de polilla del género Phalonidia, categorizada en la tribu Cochylini, de la subfamilia Tortricinae.
Fue descrita por Sun & Li en 2013 y publicada en la revista Zootaxa 3641: 541. Se distribuye por Asia: China, en la provincia de Guizhou.